# 1855

## أحداث
- تأسيس مدينة كامبل ريفر، كولومبيا البريطانية وتقع حاليا في كندا.
- تأسيس مدينة وارنامبول وتقع حاليا في أستراليا.
- حصار قارص في الفترة ما بين يونيو ونوفمبر.
- حصار تاغانروغ في الفترة ما بين يونيو وأغسطس.
- 9 سبتمبر: نهاية حصار سيفاستوبول والذي بدأ في 17 أكتوبر 1854.
- 23 يناير - بناء أول جسر على الميسيسيبي في مدينة منيابولس في ولاية مينيسوتا.

## مواليد
- إينوكاي تسويوشي
- جون ماككينا
- جون موسز براوينغ
- حفني ناصف
- رولاند ألانسون-وين، خامس بارون هيدلي
- فرانوسا بومبون
- محمد شمس الدين تلسروقة
- محمد عثمان (مغنى)
- نيد كيلي
- هاينريش هارت
- هلال بن فجحان المطيري
- هنري ستيورات كارتر

### يناير
5 يناير - كنج كامب جيليت، مخترع أمريكي. (توفي 1932 م)

### أكتوبر
- 31 أكتوبر - جوزيف رايت، لغوي من المملكة المتحدة.

## وفيات
- ابن طاهر
- شارلوت برونتي
- جيمس سيفير كونواي
- حسن بن محمد العطار
- خسرو محمد باشا
- روبرت ميلز
- كارل فريدريش جاوس
- سورين كيركغور
- نيكولاي الأول
- 23 فبراير - كارل فريدرش جاوس، الفيزيائي والرياضي والفلكي الألماني. (ولد 1777)
- خوزيه ماريا بينيتز، عالم نبات فنزويلي.
- 29 يونيو - جون غوري، طبيب ومخترع أمريكي من أصل اسكتلندي.